# 西沢大良
西沢 大良（にしざわ たいら、1964年 - ）は、日本の建築家。弟は同じく建築家の西沢立衛。

## 略歴
- 1964年　東京都生まれ[2]。
- 1982年　東京都立立川高等学校卒業[2]。
- 1987年　東京工業大学工学部建築学科卒業[2]。
- 1987年　入江経一建築設計事務所勤務。
- 1993年　西沢大良建築設計事務所設立。
- 東京理科大学、日本大学大学院、日本女子大学、東京大学、東京藝術大学、筑波大学、東京都立大学大学院などで非常勤講師を歴任。芝浦工業大学建築学部教授。

## 主な作品
- 1996年　立川のハウス（東京都）
- 1997年　熊谷のハウス（埼玉県）
- 1998年　大田のハウス（東京都）
- 1999年　諏訪のハウス「長野県）
- 1999年　エンデノイ中目黒（東京都）
- 1997年  icc開館1周年記念展覧会 移動する聖地 会場構成(東京都)
- 2001年　Sビル (東京都)
- 2001年　Cビル (東京都)
- 2003年　調布の集合住宅A (東京都)
- 2004年　調布の集合住宅B (東京都)
- 1999年　鶴見のハウス（神奈川県）

- 2004年　昭島のハウス（東京都)
- 2005年　川崎のハウス（神奈川県)
- 2006年　板橋のハウス (東京都)
- 2008年　宇都宮のハウス (栃木県)

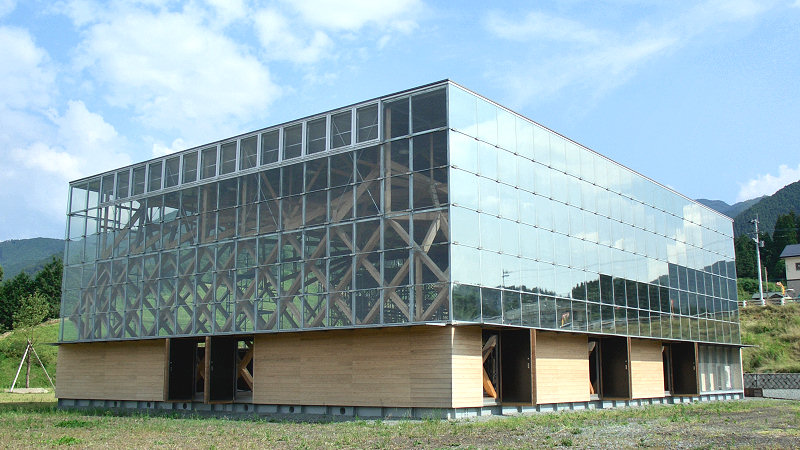
砥用町林業総合センター

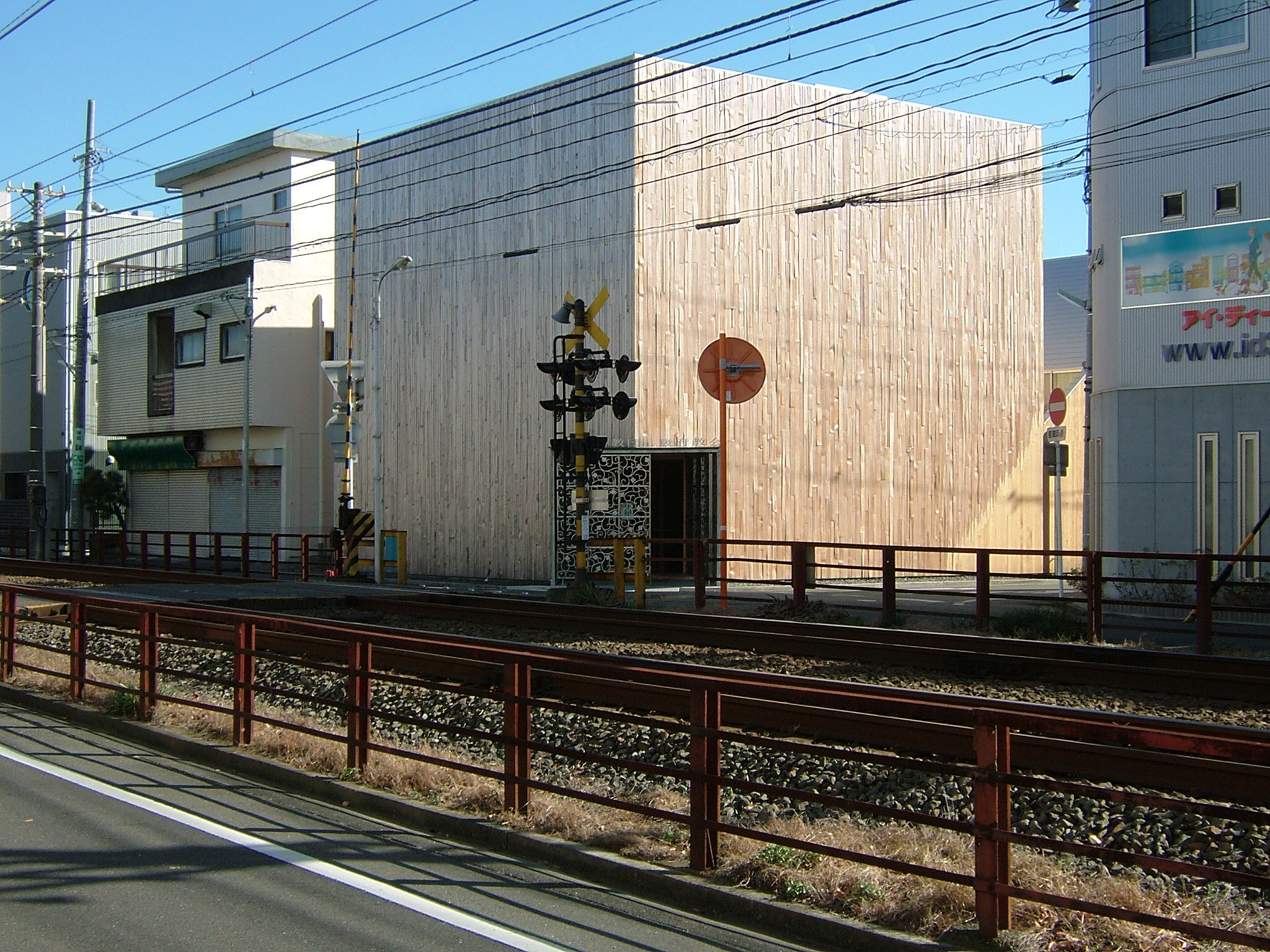
駿府教会

- 2002～04年　砥用町林業総合センター (熊本県)
- 2005～06年　ミラノサローネ'06 ユニオン展 会場構成(イタリア)
- 2006年　沖縄kokueikan（沖縄県）
- 2005～08年　駿府教会 (静岡県)
- 2009年～　  今治港湾地区再生　都市計画　（愛媛県）
- 2012～13年　直島宮浦ギャラリー六区（香川県）
- 2015年　make alternative town 展　会場構成（東京都）
- 2016年　しばうらまちづくりセンター（東京都）
- 2014～2016年　今治みなとトイレ1　（愛媛県）
- 2014～2016年　今治みなと駐輪施設1、2　(愛媛県)
- 2017～2018年　青梅麦酒　(東京都)
- 2025年　練馬のハウス　(東京都)

## 受賞歴
- 1997年　東京建築士会住宅建築賞
- 1999年　東京建築士会住宅建築賞
- 2001年　東京建築士会住宅建築賞 金賞
- 2005年　AR AWARDS 最優秀賞　（英国）
- 2006年　JIA新人賞
- 2007年　バーバラカポチン最優秀国際賞　（イタリア共和国）
- 2009年　FAITH ＆ FORM AWARDS 最優秀賞　（米国）

## 主な展覧会
- 2000年　JAPAN.TOWARDS TOTALSCAPE 展（於オランダ王国／オランダ建築博物館）
- 2000～03年　MINIHAUSER 展（於ドイツ連邦共和国／ミュンヘン建築博物館ほか巡回）
- 2002～04年　45 UNDER 45 展（於オーストラリア共和国／ウィーン王立建築ギャラリー）
- 2004年　西沢大良1994～2004展（於日本国／ギャラリー・間）
- 2005～06年　NEW TRENDS 展（於オーストラリア連邦／RMITほか巡回）
- 2006年　ロンドン建築ビエンナーレ（於英国／ロンドン）
- 2006年　ブカレスト建築ビエンナーレ（於ルーマニア共和国／ブカレスト近代美術館）
- 2006年　ARCHILAB2006 展（於フランス共和国／FRAC）
- 2007年　DOUBLE EDGE 展（於アメリカ合衆国／UCLA）
- 2007～12年　PARAREL NIPPON 展（於フランス共和国／日本文化センターほか巡回）
- 2013～14年　EMBIRONMENT 展（於ロシア共和国／モスクワ大学ほか巡回）
- 2014年　JAPON, L'ARCHIPEL DE LA MAISON 展（於フランス共和国／パリ・ポワチエ）
- 2015年　make alternative town 展（於日本国／建築学会ギャラリー）
- 2017年　日本の家　展

## 主な講演
- 2001年　スイス連邦　　　　国立工科大学チューリッヒ校
- 2002年　フランス共和国　　パリ高等美術学院
- 2002年　フランス共和国　　フランス建築家協会
- 2004年　イタリア共和国　　在ローマ日本文化会館
- 2005年　ドイツ連邦　　　　　ミュンヘン工科大学
- 2006年　英国　　　　　　　　英国王立建築家協会
- 2006年　英国　　　　　　　　ロンドン大学
- 2006年　英国　　　　　　　　AAスクール
- 2006年　アメリカ合衆国　　ハーバード大学GSD
- 2006年　アメリカ合衆国　　コーネル大学
- 2006年　アメリカ合衆国　　ジャパン・ソサエティー
- 2006年　オーストラリア連邦　王立メルボルン工科大学
- 2006年　オーストラリア連邦　シドニー大学
- 2006年　ギリシャ共和国　　　パトラス大学
- 2006年　マレーシア　　　　　マレーシア建築家協会
- 2007年　スペイン王国　　　　ミース・ファン・デル・ローエ財団
- 2007年　オーストラリア連邦　王立メルボルン工科大学
- 2008年　アメリカ合衆国　　　UCLA
- 2009年　アメリカ合衆国　　　UC-BERKLEY
- 2009年　リトアニア共和国　　リトアニア建築家協会
- 2009年　メキシコ合衆国　　　国立自治大学
- 2009年　メキシコ合衆国　　　イベロ・アメリカーナ大学
- 2009年　ガテマラ共和国　　　ガテマラ建築家協会
- 2009年　コロンビア共和国　　コロンビア建築家協会
- 2010年　ベルギー王国　　　　ARCHIPEL
- 2010年　アメリカ合衆国　　　ユタ大学
- 2012年　フィンランド共和国　アルバー・アールト財団
- 2012年　ニュージーランド国　オークランド大学
- 2012年　オーストラリア連邦　クイーンズランド美術館
- 2012年　アメリカ合衆国　　　ユタ大学
- 2014年　ドイツ連邦　　　　　ドレスデン工科大学
- 2017年　ロシア連邦　　　　　モスクワ建築大学

## 作品集
- 西沢大良1994－2004 （toto 出版）
- 西沢大良2004－2010・木造作品集 （lixil 出版）

## 出演
- YouTube　「Archi-TV 2009」『インタビュー　西沢大良』2010年1月7日
- YouTube　「UIA2011東京大会」『都市木造について　講演＋討論　西沢大良』2011年9月
- YouTube　「しばうらまちづくりセンター」『自作解説2016』2016年9月（短縮版）
- YouTube　「しばうらまちづくりセンター」『自作解説2016』2016年9月（完全版）
- YouTube　「駿府教会　2008年」『英国プリマス大学 訪日ワークショップ2014年7月』